# Kapellasita
La kapellasita és un mineral de la classe dels halurs, que pertany al grup de l'atacamita. Rep el seu nom de Christo Kapellas (1938-2004), col·leccionista i comerciant de minerals de Kamariza, Grècia.

## Característiques
La kapellasita és un halur de fórmula química Cu₃Zn(OH)₆Cl₂. Va ser aprovada com a espècie vàlida per l'Associació Mineralògica Internacional l'any 2005. Cristal·litza en el sistema trigonal. És un mineral isostructural amb la haydeeïta. No s'ha de confondre amb la botallackita, ambdues visualment molt similars.
Segons la classificació de Nickel-Strunz, la kapellasita pertany a «03.DA: Oxihalurs, hidroxihalurs i halurs amb doble enllaç, amb Cu, etc., sense Pb» juntament amb els següents minerals: atacamita, melanotal·lita, botallackita, clinoatacamita, hibbingita, kempita, paratacamita, belloïta, herbertsmithita, gillardita, haydeeïta, anatacamita, claringbul·lita, barlowita, simonkol·leïta, buttgenbachita, connel·lita, abhurita, ponomarevita, anthonyita, calumetita, khaidarkanita, bobkingita, avdoninita i droninoïta.

## Formació i jaciments
Va ser descoberta a la Mina Sounion No. 19, a l'àrea de Sounion del districte de Lavrion, a la prefectura d'Attikí, Grècia. També ha estat descrita a Astfeld, a l'estat alemany de Baixa Saxònia. No ha estat trobada en cap altre indret més del planeta.